# 370年
| 千纪： | 1千纪                                                                                           |
| 世纪： | 3世纪 \| 4世纪 \| 5世纪                                                                         |
| 年代： | 340年代 \| 350年代 \| 360年代 \| 370年代 \| 380年代 \| 390年代 \| 400年代                       |
| 年份： | 365年 \| 366年 \| 367年 \| 368年 \| 369年 \| 370年 \| 371年 \| 372年 \| 373年 \| 374年 \| 375年 |
| 纪年： | 庚午年（马年）；东晋太和五年；前凉升平十四年；代国建国三十三年；前秦建元六年；前燕建熙十一年    |

## 大事记
- 中国
  - 前秦輔國將軍王猛率軍攻占鄴都，滅亡前燕。
  - 叛歸前燕的東晉大臣袁真逝世，其子袁瑾繼續管理袁真的地盤。

## 逝世
- 慕容令，前燕吴王慕容垂的嫡长子、世子，遭王猛用計陷害身死。
- 4月10日——袁真，晉朝將領。曾任庐江太守、尋陽太守。